# Acantholespesia texana
Acantholespesia texana là một loài ruồi trong họ Tachinidae.